# Promachus neligens
Promachus neligens là một loài ruồi trong họ Asilidae. Promachus neligens được Adams miêu tả năm 1905.